# NGC 2685
NGC 2685 هي مجرة تتبع كوكبة الدب الأكبر. اكتشفها فيلهلم تمبل في 18 أغسطس 1882.

## روابط خارجية
- NGC 2685 على موقع ويكي سكاي: DSS2, SDSS, GALEX, IRAS, Hydrogen α, X-Ray, Astrophoto, Sky Map, Articles and images